# Utatane (P2P)
Utatane es un cliente para la red OpenNap que funciona en Microsoft Windows, es desarrollado en Japón, y está disponible en Inglés. Es el cliente usualmente más recomendado por los servidores OpenNap más grandes en Japón como Zerosen. En un día promedio, tal vez se pueden ver 3000 usuarios de Utatane conectados en estos servidores, compartiendo más de 10 millones de archivos o 2 petabytes de contenido. Utatane está destinado a ser un desarrollo y una mejora de WinMX, que también se puede conectar a OpenNap. Utatane se puede conectar a múltiples servidores, permite subidas automáticas a amigos ("Auto Users" que son añadidos a la Hot List), resúmenes sencillos de las transferencias, la habilidad para copiar y pegar texto como Windows, etc., y se pueden guardar los resultados de las búsquedas de los archivos para futuras referencias. Una guía para el usuario está incluida en el archivo de instalación. El usuario puede escoger si permitir que las subidas empiecen automáticamente, o puede permitir solamente a las que han sido promovidas al estado "Auto User". A diferencia de muchos clientes P2P, Utatane permite buscar en los resultados de búsqueda.